# Amblyceps variegatum
Amblyceps variegatum és una espècie de peix de la família dels amblicipítids i de l'ordre dels siluriformes.

## Morfologia
- Els mascles poden assolir 6,3 cm de longitud total.
- Nombre de vèrtebres: 39-41.[1]

## Hàbitat
És un peix d'aigua dolça i de clima tropical.

## Distribució geogràfica
Es troba a Àsia: conca del riu Mae Khlong a Tailàndia.